# 世界の国からこんにちは
「世界の国からこんにちは」は、1970年の日本万国博覧会（大阪万博）のテーマソングである。作詞：島田陽子、作曲：中村八大。1967年1月14日に毎日新聞紙上で発表され、同年3月1日に三波春夫、坂本九、吉永小百合など複数の歌手による競作で各社からレコードが発売、総売り上げは300万枚を超えてミリオンヒット曲となった。

## 音楽性
作詞の島田陽子は発表当時大阪府豊中市在住の作詞家・詩人で、毎日新聞社主催の一般公募で13,195点の中から選ばれた。島田は当時「子どもにもわかる言葉、美しい日本語、1970年の未来のイメージを考えながら、『人類の進歩と調和』の万国博のテーマの精神を歌詞の中にそっと盛り込む点に苦労した」と述べている。また、島田が応募した時点での曲のタイトルは「世界の人がこんにちは」であった。作曲の中村は「ニューヨーク世界博覧会を見物したときの印象を頭の中に再現しながら、世界中の人が誰でも楽しく歌えるメロディーを考えた」、補作詞については「メロディーの配列の上で「こんにちは」を上に持ってきたほうがいい」と述べている。

## 大衆にウケた35回の〝こんにちは〟
日本万国博覧会協会後援のこの万国博テーマ曲の歌詞は、三番まで歌うと「なんと35回も〝こんにちは〟が出てくる」もので、発売時、福岡市を皮切りに毎日新聞社主催の『“世界の国からこんにちは"の発表会』が全国各地で行われ、東京でも広く大衆に受容された。『民族歌手』と称して活動していた三波春夫は万国博開幕前の1968年、ハワイでもこの曲を歌い、〝世界の国からこんにちは〟は大阪も東京もない、もはや『日本民族の歌』であると豪語した。1970年大阪万博のPR使節として、万博政府出展懇談会委員でもあった坂本九が欧米巡回途上の1967年5月13日、モントリオール万国博日本館に出演、『スキヤキ』ともに『世界の国からこんにちは』を歌唱した。

## レコードと歌手
1967年、三波春夫（テイチク）、坂本九（東芝音楽工業）、吉永小百合（日本ビクター）、山本リンダ（ミノルフォン）、叶修二（日本グラモフォン）、弘田三枝子（日本コロムビア）、西郷輝彦・倍賞美津子（日本クラウン）、ボニージャックス（キングレコード）の8社のレコード会社が競作で発売。前述のように総売上は300万枚を超えたが、中でも三波春夫盤が最高の売り上げを記録し、140万枚を売り上げるミリオンセラーとなった。
1970年には大阪万博開催記念切手がリベリアで発行され、三波が登場した。その切手の上部には本楽曲のフレーズの一部が日本語で綴られている。日本の芸能人が海外の切手に登場したのは三波が初めてのことだった。
三波は生涯を通じて本楽曲を歌い続け、三波春夫の代表曲の一つとして知られている。1994年の三波の『芸道55周年記念リサイタル』で三波本人が東京オリンピックのテーマソングである「東京五輪音頭」と本楽曲を「生涯の宝物でございます」と語っている。
上記のように三波の代表曲として知られているが、この歌が初めて世間に発表された会見の際、その場で生で歌ったのは吉永小百合であり、その模様のニュースフィルムは現存している。
万博のタイムカプセル（万博開催から5000年後に開封予定）には、楽曲発表時に吉永が歌唱し、その後三波の代表曲となった経緯とカプセルの製作を松下電器産業（現：パナソニック）を行ったという事情もあり、吉永小百合盤と三波春夫盤が収められている。
坂本九盤は作曲した中村八大が編曲しており、1968年の「第19回NHK紅白歌合戦」では坂本九が本曲を歌唱した。なお、レコーディング版では他の多くのバージョンとは一線を画した8ビートのフォークロック調のアレンジだが、紅白歌合戦では他のバージョンに準じたアレンジで歌われている。またボニージャックス盤のB面は石川進の「オバQ万博へ行く」だった。

## 曲の使用
- 選抜高等学校野球大会入場行進曲として、1967年（第39回）と1970年（第42回）に2回選出された。同一曲が単独で2回使用されたのは、1962年に流行歌が使用されるようになってから現大会歌「今ありて」と「パプリカ」、「世界の国からこんにちは」の３度だけである[12]。
- 1969年の映画『日本一の断絶男』では、植木等が歌唱した。
- 『てなもんや三度笠』（朝日放送）では、主役のあんかけの時次郎（藤田まこと）や珍念（白木みのる）などが歌唱。
- 『オレたちひょうきん族』（フジテレビ）で「タケちゃんマン」（ビートたけし）の敵役「ナンデスカマン」（明石家さんま）のテーマソングとして替え歌「世界の国からナンデスカ?」が歌われた。
- 1988年、タイトーのファミリーコンピュータ専用ソフト『たけしの戦国風雲児』のCM時では替え歌が歌われていた。
- 1990年、任天堂のスーパーファミコンの新発売のCM時では替え歌が歌われていた。ちなみに同日には「スーパーマリオワールド」が発売されたため本作をフィーチャーしたものとなっていた。
- 1994年、サッポロビールのCM時でも替え歌が歌われていた。
- 1997年に公開された映画『クレヨンしんちゃん 暗黒タマタマ大追跡』では挿入歌として使用され、本楽曲に合わせて映画に登場する珠黄泉族のメンバーが踊っていた。この際、歌詞の「1970年」を珠黄泉族のメンバーが「1997年」と被せている。
- 1999年、フジテレビの夏のイベント「BANG PARK!」のCMでこの曲が流れた。CMではこの年に東京都知事を退任した青島幸男がこの曲に合わせて足踏みをし、「『BANG PARK!』やります!」と宣言するものだった。
- 2009年の映画『20世紀少年』には、国民的な歌謡曲歌手として古田新太演じる春波夫という人物が登場し（名前の由来は三波春夫）、本楽曲をイメージした「ハロハロ音頭」という曲を劇中の万国博覧会のテーマ曲として歌っている。
- 2015年、日本アニメ（ーター）見本市第33話「世界の国からこんにちは」において、BGMとして使用された。
- 2023年、東京力車が「握手をしよう～世界の国からこんにちは～」として替え歌を歌唱した。替え歌の作詞は前山田健一（ヒャダイン）である。
- Jリーグ、アルビレックス新潟が試合に勝ったときにサポーターが勝利の歌として、「ハルヲスイング」という名前の替え歌のチャントとして使用されている。
- 『ヒューマングルメンタリー オモウマい店』 (中京テレビ)で紹介した店の場所を発表する時のBGMとして使用された。
- 『モヤモヤさまぁ〜ずEXPO』（テレビ東京）のオープニングとして使用された。

## 収録曲

### 三波春夫盤
1. 世界の国からこんにちは [3分7秒]
作詞：島田陽子／作曲：中村八大／編曲：福島正二
2. 万国博覧会音頭 [3分25秒]
作詞：宮田隆／作曲・編曲：長津義司

### 坂本九盤
1. 世界の国からこんにちは [3分10秒]
編曲：中村八大
2. これが音楽 [2分14秒]
作詞：永六輔／作曲・編曲：中村八大

### 吉永小百合盤
1. 世界の国からこんにちは [3分5秒]
編曲：寺岡真三
2. みどりの広場 [2分49秒]
作詞：佐伯孝夫／作曲・編曲：中村八大

### 山本リンダ盤
1. 世界の国からこんにちは [2分56秒]
編曲：只野通泰
2. パットネ（歌：千昌夫／富数彦／浜君夫） [3分15秒]
作詞：早川和也／作曲・編曲：遠藤実

### 叶修二盤
1. 世界の国からこんにちは [3分22秒]
編曲：川上義彦
2. インストルメンタル

### 弘田三枝子盤
1. 世界の国からこんにちは [3分1秒]
編曲：河村利夫
2. 若さが燃えてる [2分30秒]
作詞：白鳥朝詠／作曲・編曲：山屋清

### クラウン盤
1. 世界の国からこんにちは（歌：西郷輝彦）
編曲：小杉仁三
2. 世界の国からこんにちは（歌：倍賞美津子）
編曲：山屋清

### ボニージャックス盤
1. 世界の国からこんにちは
編曲：中村八大
2. オバQ万博へ行く（歌：石川進）
  - 作詞：東京ムービー企画部／作曲・編曲：広瀬健次郎

## カバー
- 1967年、木の十字架少年合唱団がアルバム『パリ「木の十字架少年合唱団」』（キングレコード/SEVEN SEAS、規格品番：SET(H)5063）でカバーした。
- 1970年、新井勢津朗と若草児童合唱団によって「ケロヨンの世界の国からこんにちは」としてカバーされ、日本ビクター（木馬座レコード）からシングル（BX-71）として発売。B面曲は「世界の国へケロヨン」（歌：新井勢津朗、森あき子、ハニー・ナイツ）。
- 1990年、B.B.クィーンズがアルバム『WE ARE B.B.クィーンズ』でカバー。歌詞の「1970年」は「1990年」に置換。
- 2005年、愛・地球博の開催に伴い三波春夫の息子である俳優の三波豊和とキャイ〜ンが『世界の国からこんにちは2005』としてカバーしてシングルを発売。歌詞の「1970年」は「2005年」に置換。
- 2013年、ソフトバンクモバイルとエイベックスの共作アプリ「UULA」のコマーシャルソングとしてSMAPがカバー。50枚目のシングル「Joy!!」のビビットオレンジ盤に収録。歌詞の「1970年」は「2013年」に置換。
- 2015年、「日本アニメ（ーター）見本市」33話「世界の国からこんにちは」主題歌として、山寺宏一と林原少女合唱団がカバー。
- 桑田佳祐（2019年、ライブビデオ『平成三十年度! 第三回ひとり紅白歌合戦』収録）
- 三山ひろし（2020年、アルバム『歌い継ぐ!日本の流行歌』収録）
- NMB48（2024年、天使のユートピア公演）